# باب کاستر
باب کاستر (انگلیسی: Bob Custer؛ ‏ ۱۸ اکتبر ۱۸۹۸ – ۲۷ دسامبر ۱۹۷۴) بازیگر اهل ایالات متحده آمریکا بود.
از فیلم‌هایی که وی در آن‌ها نقش داشته‌است، می‌توان به قانون وحش اشاره نمود.